# Michal Gera
Michal Gera (* 15. února 1949 Ústí nad Labem) je český jazzový a bluesový trumpetista.

## Život
Maturoval na SVVŠ v Jateční ulici v Ústí nad Labem, poté dva semestry studoval hudební výchovu na tamní pedagogické fakultě. Vystudoval skladbu a hru na trubku na Lidové konzervatoři v Praze. Na Berklee College of Music v USA vystudoval jazzovou kompozici a aranžování. Jeho manželkou byla publicistka a režisérka Irena Gerová, s níž má dceru Ester.

## Kariéra
Hrál ve skupinách Impuls, Pražský bigband Milana Svobody, Jazz sanatorium. Nyní působí v ASPM, Blues Session a Michal Gera Band, která má v repertoáru hlavně Gerovy skladby.